# Internationale Elektrische Ausstellung 1883

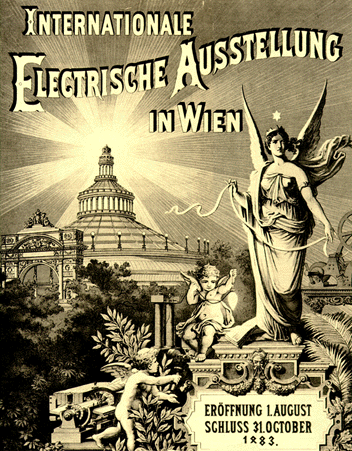
Plakat: Elektrische Ausstellung 1883, Wien

Die Internationale Elektrische Ausstellung fand von 16. August bis 31. Oktober 1883 auf dem Gelände rund um die Wiener Rotunde statt. Sie war die dritte einer Reihe von Internationalen Elektrizitätsausstellungen, die ausgehend von der „Exposition de l’électricité“ 1881 in Paris und der „Electricitäts-Ausstellung“ 1882 in München Ende des 19. Jahrhunderts und Anfang des 20. Jahrhunderts in Europa gezeigt wurden und ein umfassendes und vollständiges Bild der damaligen Elektrotechnik lieferten.
Die Schau markierte im Allgemeinen einen Wendepunkt in der Anwendung von Elektrotechnik im öffentlichen Gebrauch in Österreich.

## Eröffnung und Ablauf
Die feierliche Eröffnung erfolgte am 16. August durch Kronprinz Erzherzog Rudolf im Beisein des Direktors der Ausstellung Karl Pfaff, im Kaiserpavillon. Welchen Stellenwert die Anwendung der Elektrizität in der Gesellschaft einnahm, kann man daran erkennen, dass der Kronprinz „in besonders wohlwollender Weise seine Anerkennung den Kunst-Industriellen für die Leistungen aussprach, durch welche dieselben dem elektrischen Lichte erst die Möglichkeit geben, alle seine Effecte zu entfalten.“ Ganze drei Stunden dauerte sein Rundgang, den er wie weitere 4.000 Besucher am ersten Tag, unternahm. War am ersten Tag der Eintritt nur für geladene Gäste, so konnte an den anderen Besuchstagen jedermann zu einem Eintrittspreis von 40 Gulden pro Person die Ausstellung besuchen.
Noch am 31. Oktober fiel die Entscheidung, die Ausstellung bis 4. November zu verlängern. Als Anerkennung für die bei der Ausstellung Beschäftigten wurde ebenfalls am letzten Tag beschlossen, dass diesen sämtliche Einnahmen des 4. Novembers ausbezahlt werden. Besucht wurde die Ausstellung von insgesamt 872.211 Personen.

## Ausstellungsprofil

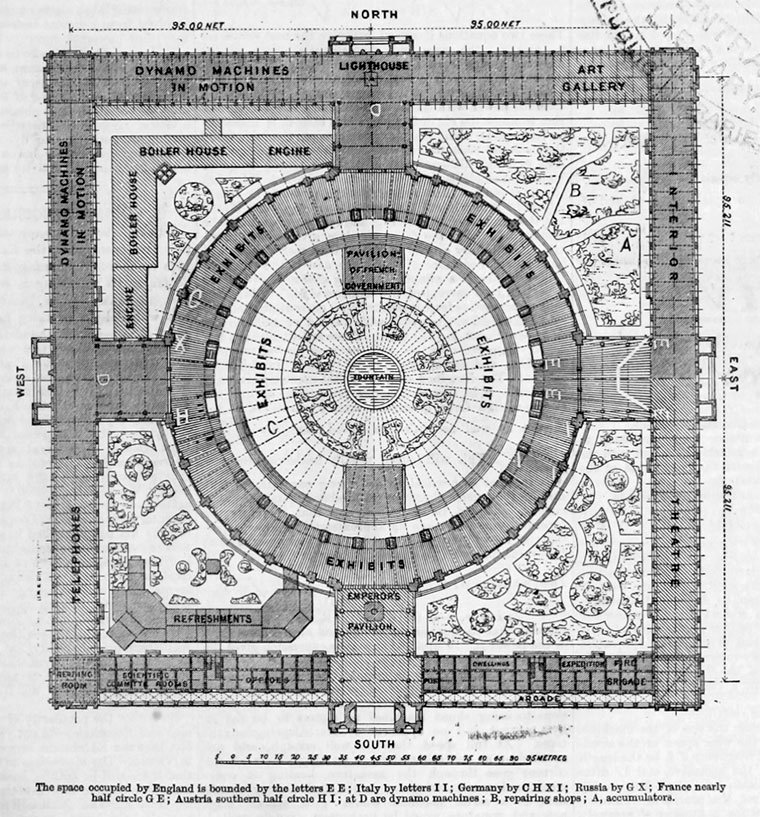
Zeitgenössischer Ausstellungsplan

Insgesamt wirkten 575 nationale und internationale Aussteller mit. Frankreich war nach Österreich zweitgrößter Aussteller. Weitere Teilnehmer waren Deutschland, Belgien, England, Italien, Dänemark, die Türkei, Russland und die Schweiz.
Allein die Innenbeleuchtung der Rotunde galt als Ereignis. In der Laterne der Rotunde war eine Lampe mit einer Leuchtkraft von 40.000 Kerzen. Von der Galerie leuchteten weitere 20 Lampen mit je 4.000 „Kerzenstärken“. Auch von der unteren Galerie erstrahlten weitere. Die einzelnen Leuchtkörper waren von verschiedenen Herstellern wie jene in der Laterne von František Křižík, die weiteren von Schuckert & Co. oder Zipernowsky. Auch heute anmutende Kuriositäten wie kombinierte Gas- und Glühlampen wurden dort gezeigt.
Die Leobersdorfer Maschinenfabrik präsentierte ihre elektrische Drahtseilbahn auf der Ausstellung, die prompt eine Klage eines Mitbewerbers auf sich zog, der die Technik des Wagenträgers aufgrund eines kaiserlichen Patentes für sich beanspruchte und vom Leopoldstädter Bezirksgericht Recht bekam.
Der betreffende Teil wurde innerhalb von wenigen Tagen ausgetauscht.
Die österreichische Telegraphenverwaltung und die österreichischen Eisenbahnen dominierten den Ausstellungsbereich in der Rotunde. Schwerpunkte waren Telegraphen-Apparate und Telegraphenleitungs-Material, die in den Telegraphenstationen eingesetzt waren. Die österreichischen Eisenbahnen präsentierten ihre elektrischen Eisenbahnsignal- und -beleuchtungsanlagen sowie eine Eisenbahn mit elektrisch beleuchteten Waggons, die direkt in das Innere der Rotunde fuhr.
Auf der Galerie der Rotunde waren einige vollständig möblierte Salons und Zimmer mit Edison’schen Glühbirnen als Beleuchtung ausgestellt. Hier fand der erste prominente Auftritt des österreichischen Möbelbauers und Innenausstatters Portois & Fix statt, der dadurch zu internationalem Ruhm gelangte. Auch Werner Siemens war mit seinen Erfindungen vertreten. Er präsentierte unter anderem den „Thompson Recorder“, einen elektrischen Apparat, der beim „transatlantischen Kabel“ im Einsatz war.

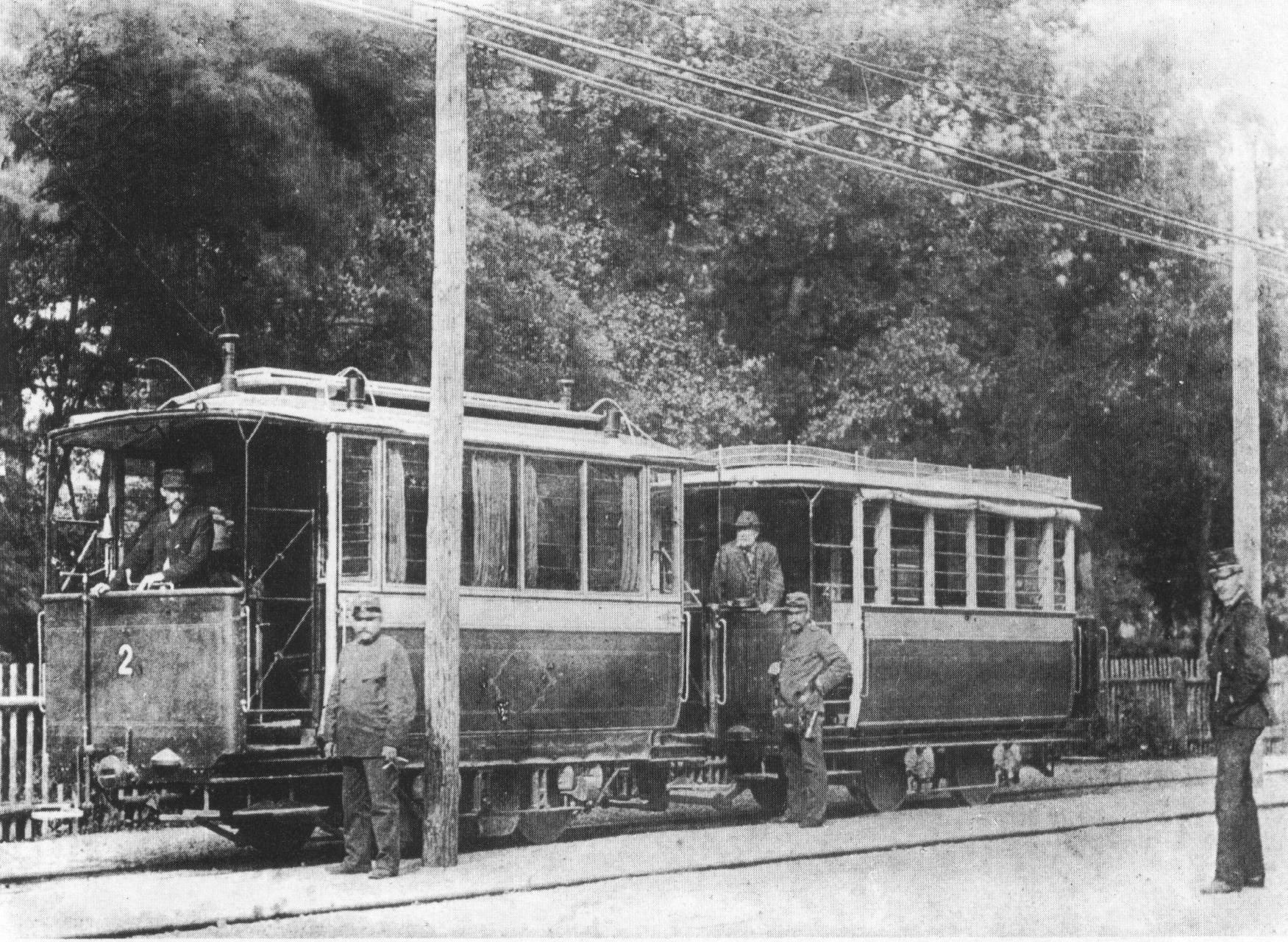
Elektrische Straßenbahn von 1883

Ein Highlight der Ausstellung war die Präsentation der ersten elektrischen Straßenbahn, die Lokalbahn Mödling–Hinterbrühl.
In der Maschinenhalle wurde eine Vielzahl von elektrisch betriebenen Maschinen gezeigt, unter anderem eine Wechselstrommaschine von „Ganz & Comp“ und eine Dynamomaschine der „Weston Company“. Interessantes Detail war dort die elektrisch betriebene Druckpresse. Als Kronprinz Rudolf nach seiner Eröffnungsrede das Gelände besichtigte und auch die Maschinenhalle betrat, wurde ihm ein druckfrisches Exemplar einer Zeitung mit seiner eben gehaltenen Rede überreicht.
Weitere Station war die „Halle für elektrische Kraftübertragung“, wo die von den Dynamos der Maschinenhalle gelieferte Elektrizität in Bewegung verwandelt und zur Arbeitsleistung verwendet wurde. Hier wurde dem interessierten Besucher die Funktionsweise des Maschinenbetriebes durch Elektrizität nähergebracht, der damals in elektrischen Eisenbahnen und elektrischen Schiffen eingesetzt wurde. Der stärkste Generator, der ausgestellt wurde, konnte den Strom für 1.200 Glühlampen erzeugen.
Im Pavillon des französischen Ministeriums zeigte das französische Post- und Telegraphenwesen den telegraphischen Typenbruchapparat. In eigenen „Telephonkammern“ konnten die Besucher Opernaufführungen aus der Staatsoper lauschen (Theatrophon). Erwähnenswert ist eine eigene Schau des Havelland-Theaters, das elektrische Einrichtungen zum Schutze der Theaterbesucher präsentierte.
Im Kunstpavillon stellten Wiener Künstler ihre Kunstwerke zur Schau, die mit elektrischem Licht beleuchtet wurden und es gab einen eigenen Pavillon für Galvanoplastiken. Der „Orientalische Pavillon“ war mit Stickereien, Schnitzwerken und Teppichen im orientalischen Stil ausgestattet. Als Teil der Schau waren auch eine Bibliothek und ein Kesselhaus zugänglich.

## Technische Neuheiten (Auszug)
- Der erste elektrische Personenaufzug wurde vorgestellt, die Kosten waren jedoch exorbitant. Jede Fahrt musste von einem Aufzugführer begleitet werden.[7]
- Am Rande der Ausstellung am 28. August 1883 wurde die Praterbahn, die mit 150 V Gleichstrom betrieben wird, dem öffentlichen Verkehr übergeben. Der Strom wurde über die beiden zueinander isolierten Schienen zugeführt.[8]
- Ein Elektroboot mit 78 Akkumulatoren beförderte 40 Personen in 4 Stunden von Wien nach Pressburg[8]

## Randerscheinungen
Als Folge der intensiven Beschäftigung vor und bei der Ausstellung wurden Normen und Vorschriften für Österreich erlassen. Beispielsweise wurde festgelegt, dass sowohl die gewerbliche Erzeugung als auch die Weiterleitung an eine Konzession, die von der Landesbehörde zu erteilen ist, gebunden ist (sogenannte Konzessionsverordnung). Am 5. März 1883 wurde der Elektrotechnische Verein Wien (EVW) gegründet, ein Vorgänger des heutigen Verbandes für Elektrotechnik (OVE).